# Naja nigricollis
Cobra à cou noir
Pour les articles homonymes, voir Cobra cracheur.
Espèce
Synonymes
- Naja nigricillis var. occidentalis Bocage, 1895
- Naja nigricollis atriceps Laurent, 1955

Naja nigricollis, le Cobra à cou noir, est une espèce de serpents de la famille des Elapidae. Ce reptile se rencontre principalement en Afrique subsaharienne sur une large bande allant de l'Afrique de l'Est à l'Afrique de l'Ouest. Pouvant atteindre de 1 à plus de 2 m de long, il présente une coloration et des motifs très variables selon les individus et la localisation. Il se nourrit principalement de rongeurs. Son venin est assez spécifique, mêlant substances cytotoxiques et neurotoxiques ainsi que cardiotoxiques. Comme d'autres espèces de cobras, c'est un cobra cracheur : il peut projeter du venin pour se protéger, conduisant à des irritations cutanées voire la cécité lorsqu'il pénètre les yeux.

## Description

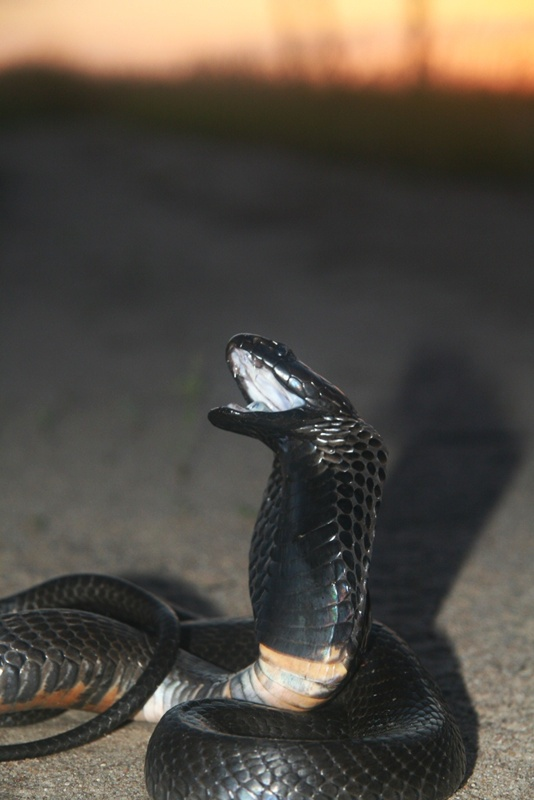
Cobra cracheur à cou noir.

Ce serpent atteint en moyenne de 1 à 2 m, jusqu'à 2,2 m, sa taille pouvant varier selon sa localisation géographique. La tête est modérément distincte du corps et sa forme est principalement liée aux deux larges glandes à venin situées de chaque côté de la gueule. Il possède des écailles lisses et brillantes.
Sa couleur varie fortement selon la région qu'ils habitent. Certains spécimens sont noirs ou gris avec la face ventrale jaune ou rougeâtre, et présentent une bande noire sur la nuque et souvent une autre bande orange ou rosâtre, toujours sur la nuque. D'autres sont bruns tirant parfois sur le jaune ou le jaune-orangé, sans bande sur la nuque. D'autres enfin peuvent tirer sur le rouge ou l'olive. Certains individus peuvent même être rayés de noir et de blanc.

### Diagnose
Cette espèce présente de 21 à 23 écailles dorsales à mi-corps, de 182 à 196 écailles ventrales et de 54 à 66 écailles sous-caudales.

## Répartition

Répartition de Naja nigricollis

Ce serpent, très répandu dans une large partie de l'Afrique subsaharienne, se rencontre dans une large bande d'est en ouest, de l'Afrique occidentale à l'Afrique orientale ; il est cependant absent des forêts tropicales du bassin du Congo.
Cette espèce se rencontre en Mauritanie, au Sénégal, en Gambie, en Guinée-Bissau, en Guinée, au Liberia et en Sierra Leone, au Mali, au Burkina, en Côte d'Ivoire, au Ghana, au Togo, au Bénin, au Nigeria, au Niger, au Tchad, au Cameroun, au Gabon, au Congo-Brazzaville, en Centrafrique, au Soudan, en Éthiopie, au Kenya, en Ouganda, au Burundi, en Tanzanie, au Congo-Kinshasa, au Malawi, en Zambie et en Angola.
On peut trouver des études anciennes faisant état d'une répartition plus large mais qui correspond en fait à la répartition de Naja nigricincta, espèce à part entière autrefois[Quand ?] considérée comme une sous-espèce de Naja nigricollis. Ladite zone s'étend au Botswana, au Zimbabwe, à l'Afrique du Sud, au Swaziland, au Mozambique et à une partie de la Namibie. On peut dire la même chose pour les populations du sud de l’Éthiopie, de Somalie et de la majeure partie du Kenya qui sont aujourd'hui classées dans une nouvelle espèce : Naja ashei.

## Mœurs et biologie
Ce serpent ovipare et venimeux peut être nocturne ou diurne selon le lieu, les conditions climatiques et la saison, ce qui lui permet de mieux réguler sa température et de trouver les proies les plus abondantes en fonction du lieu et de l'époque. Il consomme principalement de petits rongeurs (rats, souris) mais se nourrit également de lézards et d'œufs d'autres reptiles.
Comme d'autres cobras, il peut projeter son venin sur d'éventuels prédateurs. Ce venin a un fort pouvoir irritant pour la peau et peut même aboutir à la cécité s'il pénètre à l'intérieur des yeux. Il utilise fréquemment cette faculté à la moindre agression, mais il a moins tendance à mordre que d'autres serpents proches.
Ce cobra vit généralement dans les savanes et régions semi-désertiques d'Afrique mais peut également se rencontrer dans des régions tropicales et subtropicales dans les savanes humides, en particulier près des cours d'eau. Fréquent en plaines, il évolue jusque dans des milieux de 1 800 m d'altitude.
Il est adaptable et se rencontre dans les zones anthropiques comme les plantations et les zones suburbaines.
Il semble même avoir tiré avantage des transformations opérées par l'homme au Nigeria en s'adaptant à des milieux plus secs issus de la dégradation des forêts humides. Sa répartition semble même s'étendre vers le sud-est plus aride du Nigeria.
Comme d'autres cobras, ce serpent peut se cacher de la chaleur en utilisant des termitières ou des terriers de rongeurs, même s'il semble préférer les troncs d'arbre. Ce sont d'ailleurs d'excellents grimpeurs.

### Reproduction
Ce serpent ovipare se reproduit entre septembre et décembre. Après une gestation de 90 à 100 jours la femelle pond en général de 10 à 15 œufs (mais pouvant aller de 8 à 22 œufs). Les œufs incubent de 60 à 70 jours et nécessitent une température comprise entre 28 et 30 °C. Les petits, d'une taille comprise entre 20 et 25 cm de long, sont totalement autonomes dès la naissance.

## Venin
Le venin de cette espèce, particulier chez les Élapidés, est principalement composé de substances cytotoxiques tout en conservant les caractéristiques des autres Élapidés. Il présente donc à la fois les propriétés neurotoxiques des Élapidés et des propriétés cytotoxiques (conduisant à des nécroses) et cardiotoxiques puissantes.
Les symptômes liés à une morsure sont des hémorragies importantes, des nécroses des tissus autour de la morsure et des difficultés respiratoires, même si les cas de décès à la suite de morsures non traitées sont relativement faibles, de 5 à 10 %. Les décès sont généralement dus à une asphyxie liée à la paralysie du diaphragme.
La dose létale médiane (DL50) pour ce venin est de 2 mg/kg en injection sous-cutanée et de 1,15 mg/kg en injection intraveineuse,.

## Menaces, prédateurs
Cette espèce n'est référencée ni par l'UICN ni par la CITES et, de ce fait, n'est pas considérée comme en danger.
Elle est la proie de différents rapaces, en particulier plusieurs espèces de Circaetus qui migrent en Afrique durant l'hiver de l'hémisphère nord, et plus particulièrement du Circaète Jean-le-Blanc, un ophiophage strict. D'autres serpents ophiophages s'attaquent également à cette espèce.

## Interactions avec l'homme
Très communs dans de nombreuses régions d'Afrique, ces serpents peuvent se rencontrer jusque dans les villages voire les villes, où ils sortent la nuit pour chasser les rongeurs.
Ils peuvent parfois se rencontrer en captivité. Les individus capturés dans la nature sont généralement nerveux et prompts à mordre, alors que ceux nés en captivité ont tendance à être plus calmes − en comparaison aux individus sauvages.

## Taxinomie
Cette espèce a été décrite en 1843 par le zoologiste norvégien Johan Reinhardt. Wallache et al. ont proposé en 2009 de placer cette espèce dans le sous-genre Naja (Afronaja), et même en 2014 de considérer ce sous-genre comme un genre à part entière, ce qui ferait de cette espèce Afronaja nigricollis, mais ces choix n'ont pas été acceptés à l'heure actuelle.
La classification de The Reptile Database n'en reconnaît actuellement aucune sous-espèce, même si certaines ont été reconnues par le passé. Des études génétiques ont conclu en 2007 qu'elles devaient être considérées en tant qu'espèce.
L'ancienne sous-espèce Naja nigricollis nigricincta a été élevée au rang d'espèce à part entière sous le nom Naja nigricincta, et Naja nigricollis woodi est considérée comme une sous-espèce de la précédente, sous le nom de Naja nigricincta woodi. Les populations de cobras cracheurs de grande taille réparties au Kenya, en Somalie et en Éthiopie constituent aussi une nouvelle espèce distincte : Naja ashei. Une ancienne sous-espèce, Naja nigricollis atriceps, n'est en revanche plus considérée comme valide.

## Étymologie
Le nom générique, Naja, est la latinisation du mot sanskrit nāgá (नाग) signifiant « cobra ». Le nom spécifique, nigricollis, est formé de niger, « noir », et de collis, « la nuque », signifiant « à la nuque noire » en référence à sa coloration. Son nom vernaculaire reprend le sens du nom scientifique.

### Publication originale
- Reinhardt, 1843 : Beskrivelse af nogle nye Slangearter. Det Kongelige Danske videnskabernes Selskabs Skrifter, vol. 10, p. 233-279 (texte intégral).